# Linia B metra w Los Angeles
Linia B (B Line) – jedna z dwóch linii podziemnej kolejki w systemie metra w Los Angeles, a także najbardziej obciążona spośród wszystkich sześciu linii systemu (pozostałe cztery są naziemne). Trasa linii B łączy centrum Los Angeles z North Hollywood przebiegając przez dzielnice Mid-Wilshire i Hollywood. Wraz z linią D stanowią dwie odnogi tej samej linii pokrywającej sześć wspólnych stacji. Techniczna nazwa to Linia A (A Line) albo Linia 802 (802 Line). Między rokiem 1993 a 2000 nosiła nazwę linii czerwonej (Red Line).

## Historia

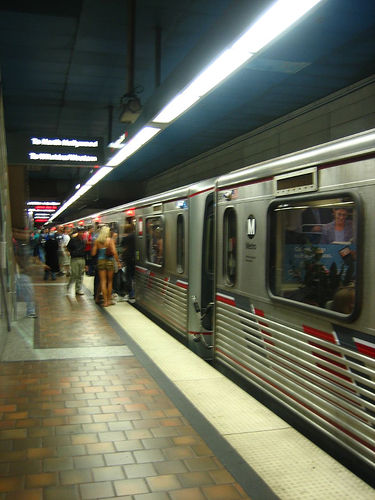
Pasażerowie wsiadający do pociągu linii D na stacji metra 7th St/Metro Center (2006)

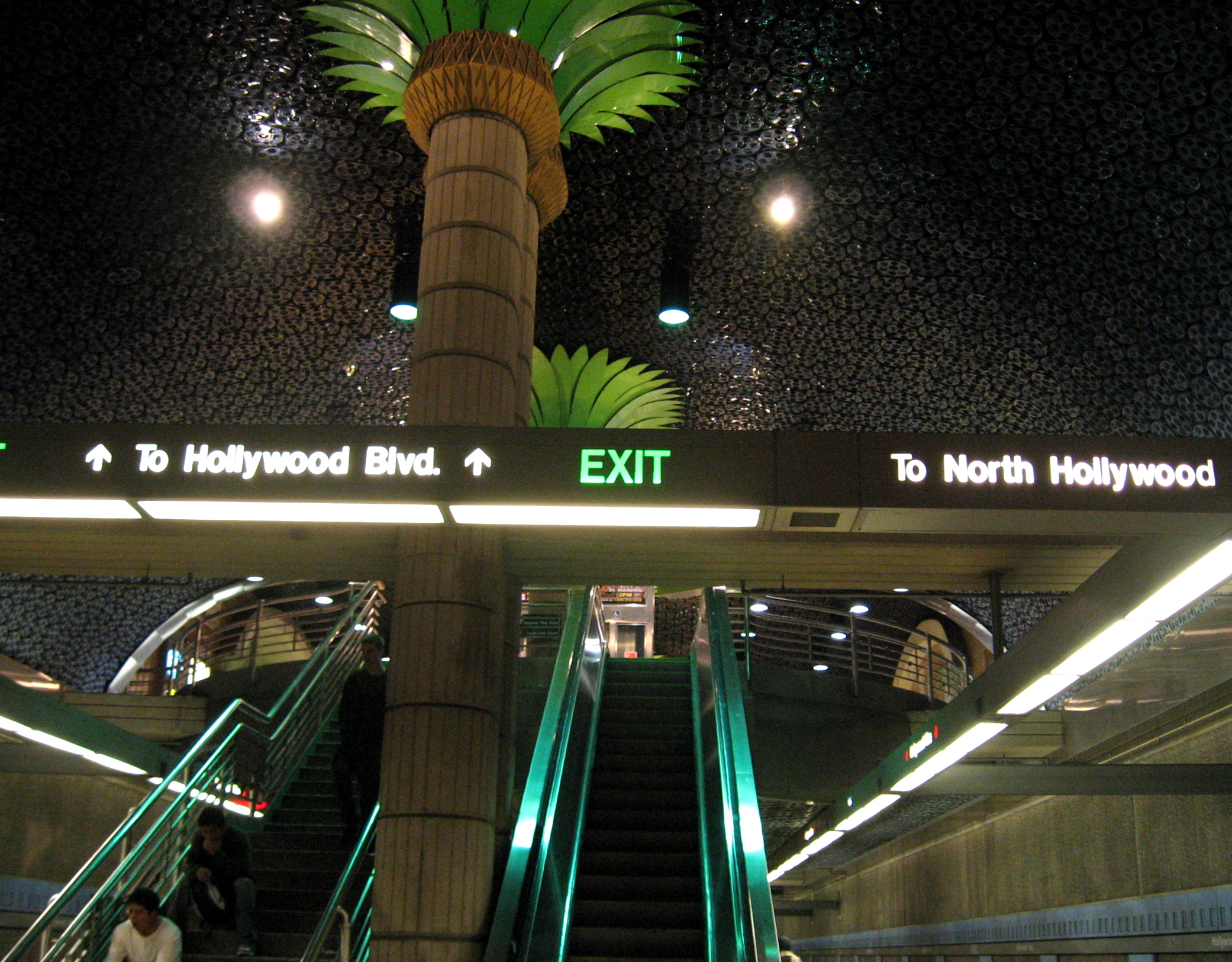
Wystrój wnętrza stacji metra Hollywood/Vine ze schodami prowadzącymi na peron (2008)

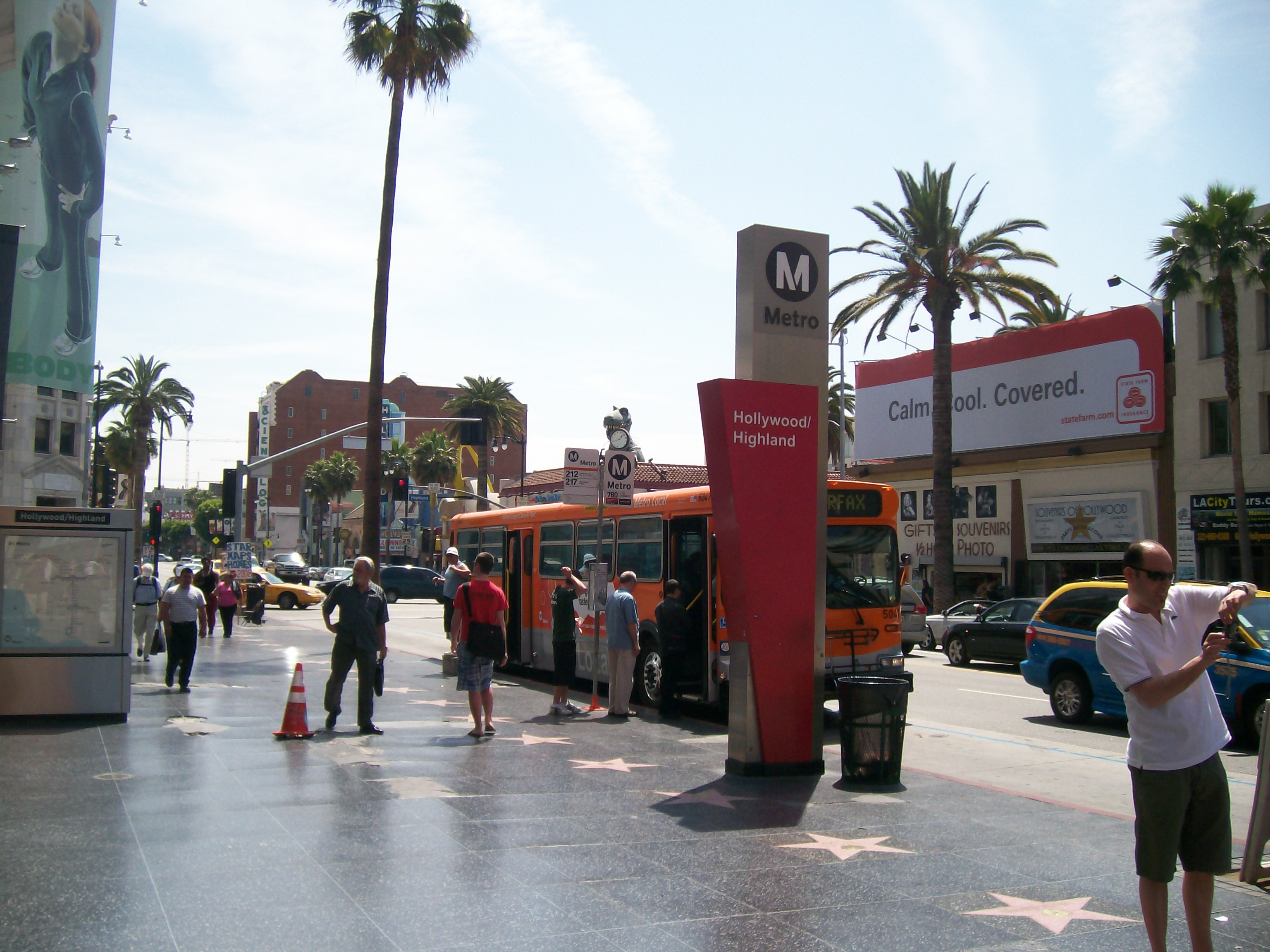
Hollywoodzka Aleja Sław znajduje się w pobliżu stacji metra Hollywood/Highland (2008)

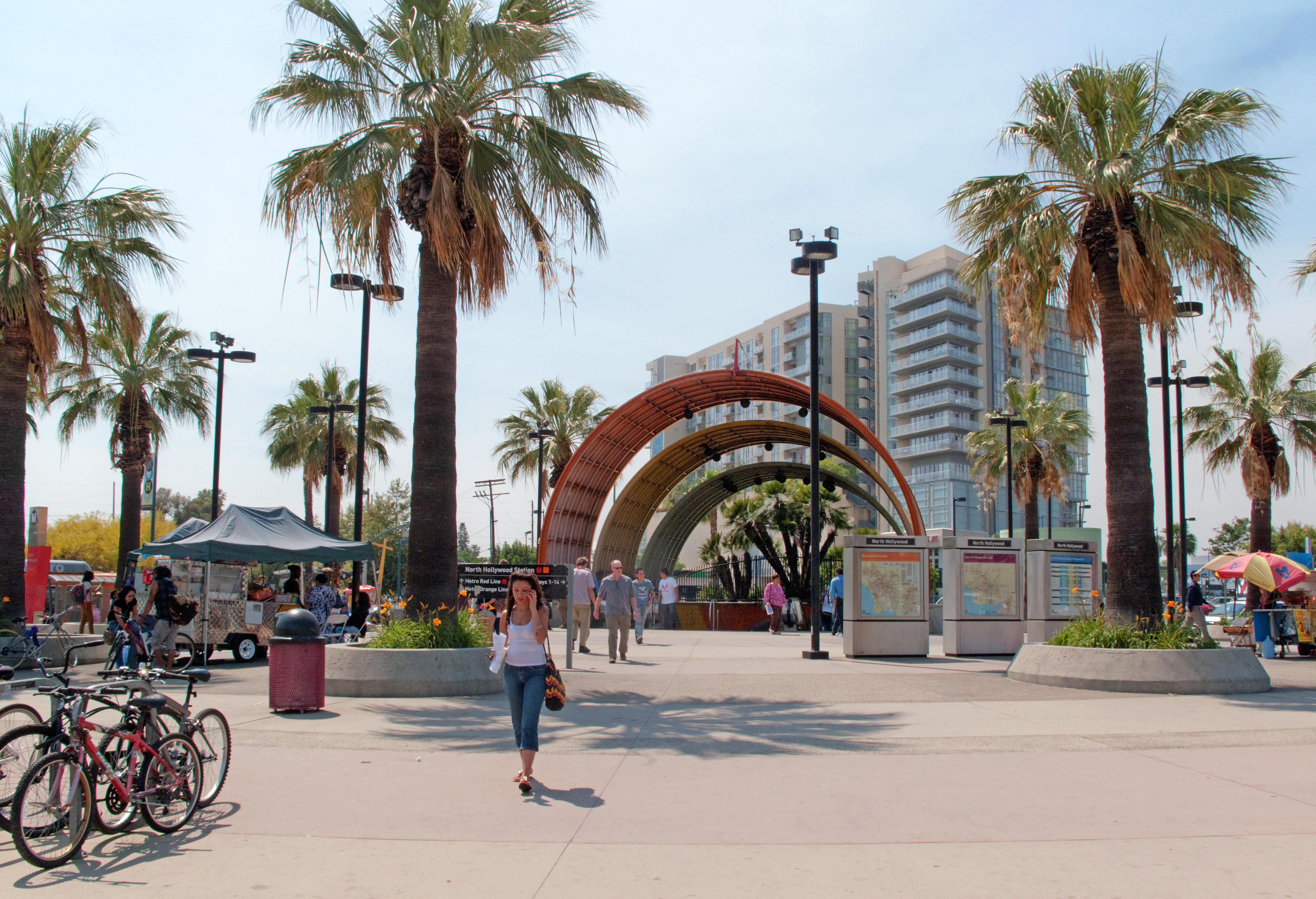
Wejście na stację metra North Hollywood (2013)

Pierwszą część od Union Station do Westlake/MacArthur Park otwarto w styczniu 1993 roku. W 1999 roku otwarto drugą część do Hollywood/Vine. W 2000 roku czerwoną linię przedłużono do North Hollywood.

## Godziny i częstotliwość kursowania
Pociągi linii B kursują codziennie od około godziny 4:30 do północy. Pociągi kursują co dziesięć minut w godzinach szczytu od poniedziałku do piątku, co dwanaście minut w ciągu dnia w dni powszednie i przez cały dzień w weekendy po godzinie 10 (z 15-minutowym wyprzedzeniem wcześnie rano w sobotę i niedzielę). W nocy pociągi jeżdżą co dwadzieścia minut.

## Lista stacji
| Stacja                     | Połączenia | Data otwarcia    | Parking                               | Miasto/dzielnica       |
| -------------------------- | --- | ---------------- | ------------------------------------- | ---------------------- |
| Union Station              | linia D linia L linia J Metro Local: 40, 68, 70, 71, 78, 79, 378 Metro Express:485, 487, 489 Metro Rapid: 704, 728, 733, 745, 770 Foothill Transit: Silver Streak Amtrak Metrolink                                                                                         | 30 stycznia 1993 | W pobliżu mieści się płatny parking   | Downtown Los Angeles   |
| Civic Center/Grand Park    | linia D Metro Local: 2, 4, 10, 14, 30, 37, 40, 45, 48, 68, 70, 71, 76, 78, 79, 81, 83, 84, 90, 91, 92, 94, 96, 330, 378 Metro Express:442, 487, 489 Metro Rapid: 728, 733, 745, 770, 794 Foothill Transit: Silver Streak                                                   | 30 stycznia 1993 | W pobliżu mieści się płatny parking   | Downtown Los Angeles   |
| Pershing Square            | linia D Metro Local:2, 4, 10, 14, 16, 18, 28, 30, 33, 37, 38, 40, 45, 48, 53, 55, 62, 68, 70, 71, 76, 78, 79, 81, 83, 84, 90, 91, 92, 94, 96, 316, 330, 378 Metro Express:460, 487, 489 Metro Rapid: 720, 728, 745, 770, 794 Foothill Transit: Silver Streak Angels Flight | 30 stycznia 1993 | W pobliżu mieści się płatny parking   | Downtown Los Angeles   |
| 7th St/Metro Center        | linia D Niebieska linia Expo Line Srebrna linia Metro Local:14, 16, 18, 20, 37, 51, 52, 60, 62, 66, 76, 78, 79, 81, 316, 352, 378 Metro Express: 450X,460, 487, 489 Metro Rapid: 720, 760 Foothill Transit: Silver Streak                                                  | 30 stycznia 1993 | Brak                                  | Downtown Los Angeles   |
| Westlake/MacArthur Park    | linia D Metro Local:18, 20, 51, 52, 200, 352, 603 Metro Express: 487, 489 Metro Rapid: 720 | 30 stycznia 1993 | Brak                                  | Westlake               |
| Wilshire/Vermont           | linia D Metro Local:18, 20, 51, 52, 201, 204, 352 Metro Rapid: 720, 754 | 13 stycznia 1996 | W pobliżu znajduje się płatny parking | Mid-Wilshire/Koreatown |
| Vermont/Beverly            | Metro Local:18, 20, 51, 52, 201, 204, 352 Metro Rapid: 720, 754 | 12 czerwca 1999  | Brak                                  | Los Angeles            |
| Vermont/Santa Monica       | Metro Local:4, 204 Metro Rapid: 704, 754 | 12 czerwca 1999  | Brak                                  | Los Angeles            |
| Vermont/Sunset             | Metro Local:2, 175, 204, 206, 217, 302 Metro Rapid: 754 | 12 czerwca 1999  | Brak                                  | East Hollywood         |
| Hollywood/Western          | Metro Local:180, 181, 207, 217 Metro Rapid: 757, 780 | 12 czerwca 1999  | Brak                                  | East Hollywood         |
| Hollywood/Vine             | Metro Local:180, 181, 210, 212, 217, 222 Metro Rapid: 780 | 12 czerwca 1999  | W pobliżu znajduje się płatny parking | Hollywood              |
| Hollywood/Highland         | Metro Local:156, 212, 217, 222, 312, 656 Metro Rapid: 780 | 24 czerwca 2000  | W pobliżu mieści się płatny parking   | Hollywood              |
| Universal City/Studio City | Metro Local:150, 155, 156, 224, 240, 656 Metro Rapid: 750 Universal Studios/Citywalk Shuttle (bezpłatny) | 24 czerwca 2000  | Parking na 779 miejsc postojowych     | Studio City            |
| North Hollywood            | linia G Metro Local:152, 154, 156, 162, 183, 224, 353, 656 BurbankBus: NoHo-Media District, NoHo-Empire City of Santa Clarita Transit: 757 LADOT Commuter Express: 549 | 24 czerwca 2000  | Parking na 803 miejsca postojowe      | North Hollywood        |